# Parti vert de l'Ontario
Le Parti vert de l'Ontario (Green Party of Ontario) est un parti politique écologiste actif au niveau provincial en Ontario (Canada). Il s'agit du deuxième parti vert en importance au Canada, après le Parti vert de la Colombie-Britannique.
L'idéologie du parti est très proche de celle du Parti vert des États-Unis et du Parti vert du Canada. Certaines des politiques prônées par le parti, comme l'éco-capitalisme, sont presque de nature libéral. Pour cette raison, on les appelle parfois les « verts bleus » ou les « Tories Verts ». Bon nombre de ses membres ont anciennement été membres du Parti progressiste-conservateur du Canada.
Le premier chef du Parti vert est Frank de Jong, qui est aux commandes du parti de 1993 a 2009. Depuis juin 2003, les verts de l'Ontario sont le quatrième parti en importance dans la province, jouissant de l'appui de 6 % des électeurs décidés dans les sondages ; en février 2005, le parti est parvenu à monter jusqu'à 9 % dans certains sondages. Lors des élections provinciales du jeudi 7 juin 2018, le chef du parti Mike Schreiner devient le premier député à être élu dans sa circonscription de Guelph à l'Assemblée législative de l'Ontario.

## Résultats électoraux
| Élection | Chef           | Candidats | Votes   | %      | Sièges  |
| -------- | -------------- | --------- | ------- | ------ | ------- |
| 1985     | NC             | 9         | 5 345   | 0,15 % | 0 / 125 |
| 1987     | NC             | 7         | 3 398   | 0,09 % | 0 / 130 |
| 1990     | NC             | 40        | 30 097  | 0,75 % | 0 / 130 |
| 1995     | Frank de Jong  | 37        | 14 108  | 0,34 % | 0 / 130 |
| 1999     | Frank de Jong  | 58        | 30 749  | 0,70 % | 0 / 103 |
| 2003     | Frank de Jong  | 102       | 126 651 | 2,82 % | 0 / 103 |
| 2007     | Frank de Jong  | 107       | 354 897 | 8,02 % | 0 / 107 |
| 2011     | Mike Schreiner | 107       | 126 567 | 2,94 % | 0 / 107 |
| 2014     | Mike Schreiner | 107       | 233 269 | 4,84 % | 0 / 107 |
| 2018     | Mike Schreiner | 124       | 264 094 | 4,64 % | 1 / 124 |
| 2022     | Mike Schreiner | 124       | 279 174 | 5,96 % | 1 / 124 |
| 2025     | Mike Schreiner | 124       | 242 822 | 4,83 % | 2 / 124 |

## Chef du Parti
| Image | Nom            | Chef             |
| ----- | -------------- | ---------------- |
|       | Frank de Jong  | 1993-2009        |
|       | Mike Schreiner | 2009-aujourd'hui |

## Source
- (en) Cet article est partiellement ou en totalité issu de l’article de Wikipédia en anglais intitulé « Green Party of Ontario » (voir la liste des auteurs).